# 苏凯特
苏凯特（Suket），是印度拉贾斯坦邦Kota县的一个城镇。总人口16983（2001年）。

## 人口
该地2001年总人口16983人，其中男性8966人，女性8017人；0—6岁人口3294人，其中男1759人，女1535人；识字率60.86%，其中男性为70.31%，女性为50.29%。